# 锡库拉自由镇
锡库拉自由镇（義大利語：Villafranca Sicula），是意大利阿格里真托省的一个市镇。总面积17.67平方公里，人口1458人，人口密度82.5人/平方公里（2009年）。ISTAT代码为084043。